# Ponte della Pistolesa
Il ponte della Pistolesa è un ponte stradale che collega Veglio a Mosso, due comuni della provincia di Biella, in Italia. Noto anche come Colossus, è una delle più significative infrastrutture del Paese nel proprio genere ed è sede dagli anni novanta del primo centro di bungee jumping permanente italiano.

## Caratteristiche

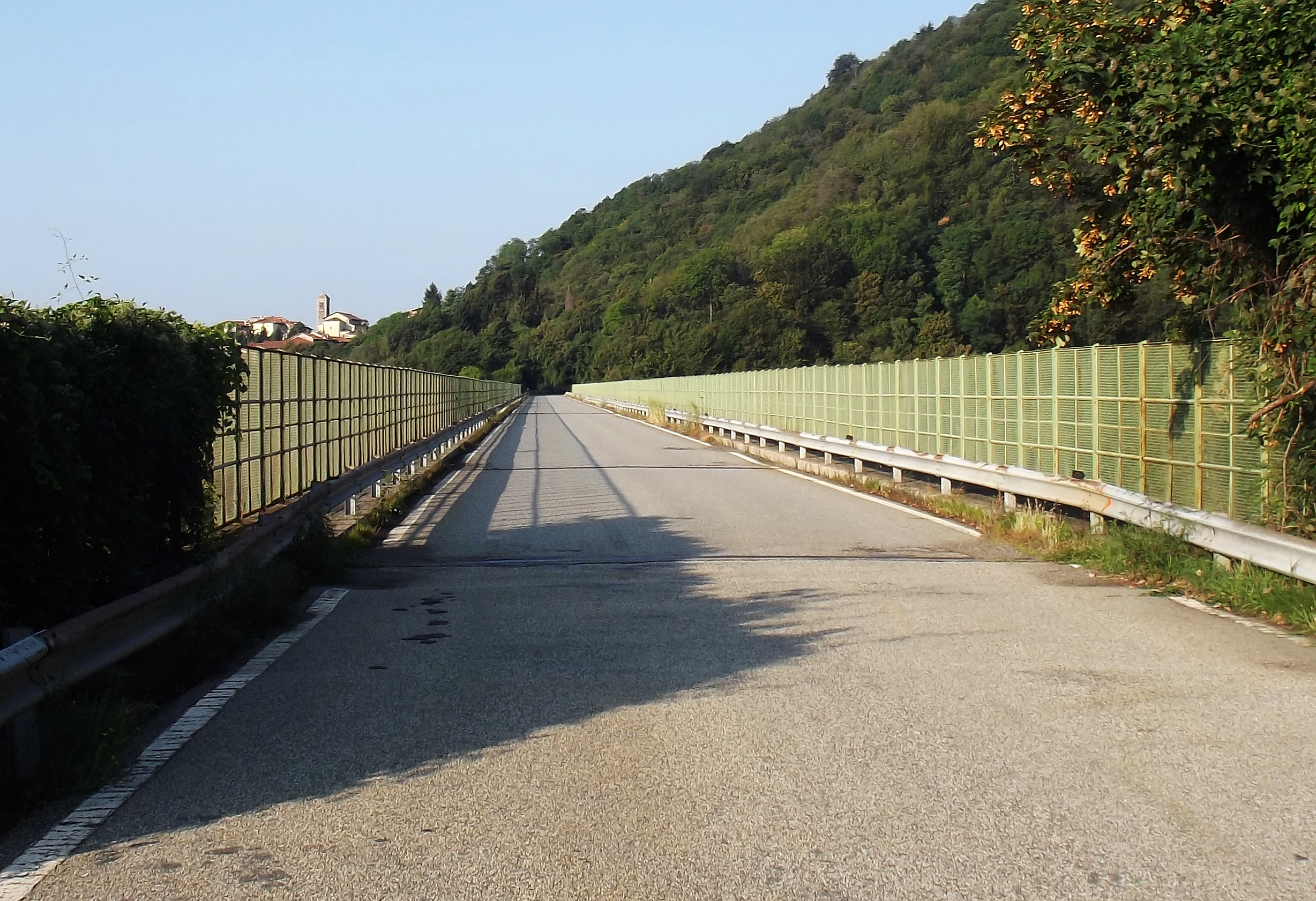
La SP105 sul viadotto

Il viadotto attraversa trasversalmente il vallone del rio Poala, un affluente in sinistra idrografica dello Strona di Mosso, e fa parte della provinciale 105 Andorno - Mosso Santa Maria, a singola carreggiata con una sola corsia per senso di marcia. Il nome deriva dall'ex comune sparso di Pistolesa, che nel 1999 si è unito a Mosso Santa Maria, andando a costituire il comune di Mosso (poi divenuto, a seguito di un'ulteriore fusione, Valdilana).
La lunghezza è di 350 metri per 152 metri di altezza; la campata principale misura 46 metri.
L'opera appartiene alla tipologia dei ponti a travata con campate multiple, ognuna delle quali di lunghezza relativamente ridotta.

## Storia
Il ponte fu costruito nel 1972 e completato nel 1973. Nel 2013 venne considerato il 102° ponte del mondo per altezza e il 10° in Italia, ma al tempo della sua costruzione era presumibilmente il più alto ponte stradale del Paese e uno dei primi in Europa.
Fin dai primi anni dopo la sua costruzione, il viadotto è stato teatro di numerosi atti suicidiari, sia concretizzati, sia sventati grazie all'intervento delle forze dell'ordine.
La struttura è pertanto soggetta a monitoraggio e le sue ringhiere sono state rinforzate e rialzate con apposite reti metalliche di protezione, nel tentativo di scoraggiare il ripetersi di tali atti.
Una scuola media della zona ha lanciato l'iniziativa Uno sguardo dal viadotto, vicino e lontano, consistente nella creazione e nell'esposizione sul ponte di cartelloni e manifesti con messaggi che possano dissuadere i potenziali suicidi.
Dal 2014, a lato del ponte, è stato inaugurato grazie alla collaborazione fra i gestori del centro di bungee jumping, dei comuni interessati e del GAL Montagne Biellesi, un piccolo sito espositivo all'aperto con alcuni pannelli che raccontano la storia del manufatto dalla sua creazione.

## Il Bungee Center

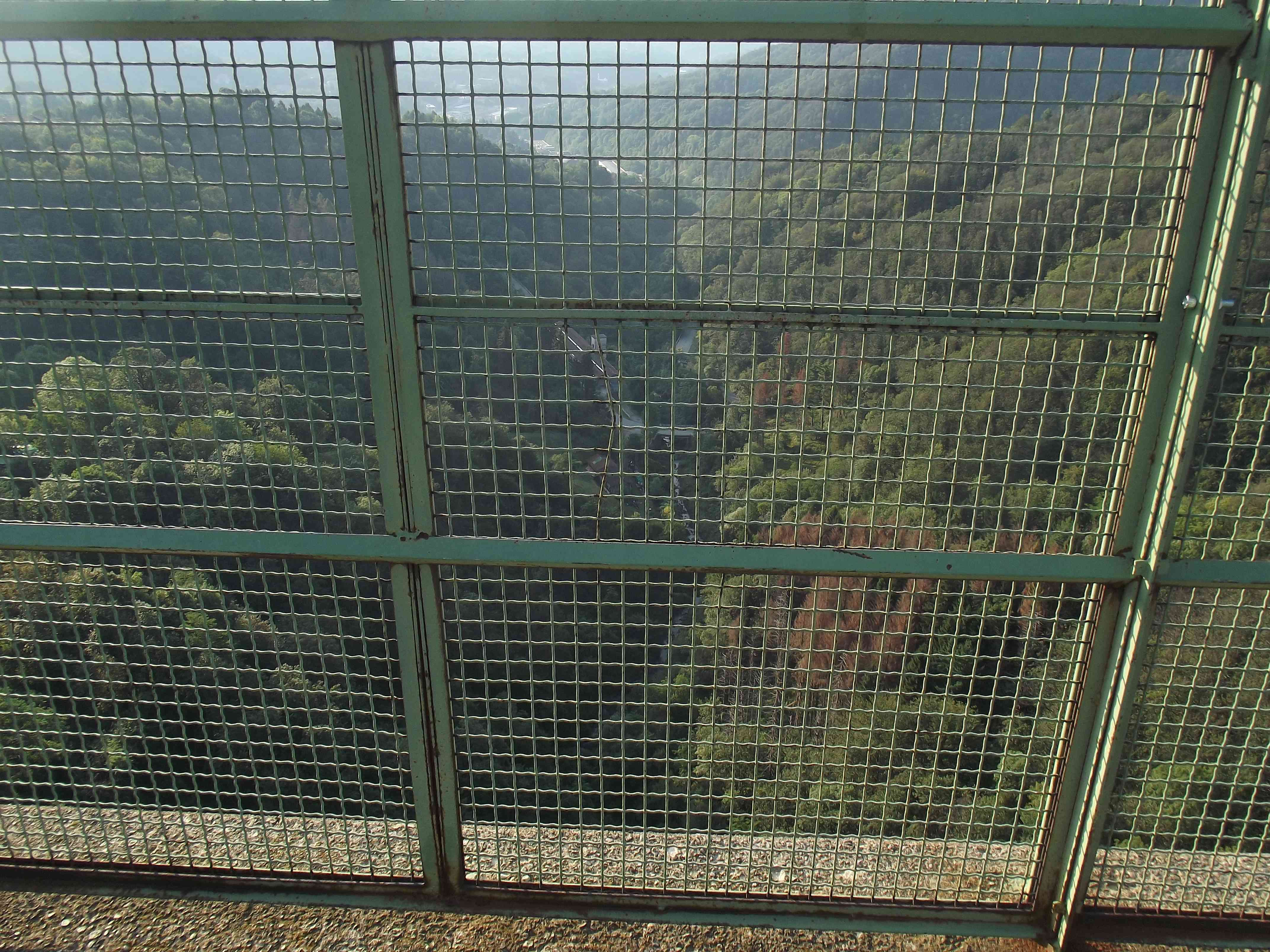
La grata davanti al varco per i salti

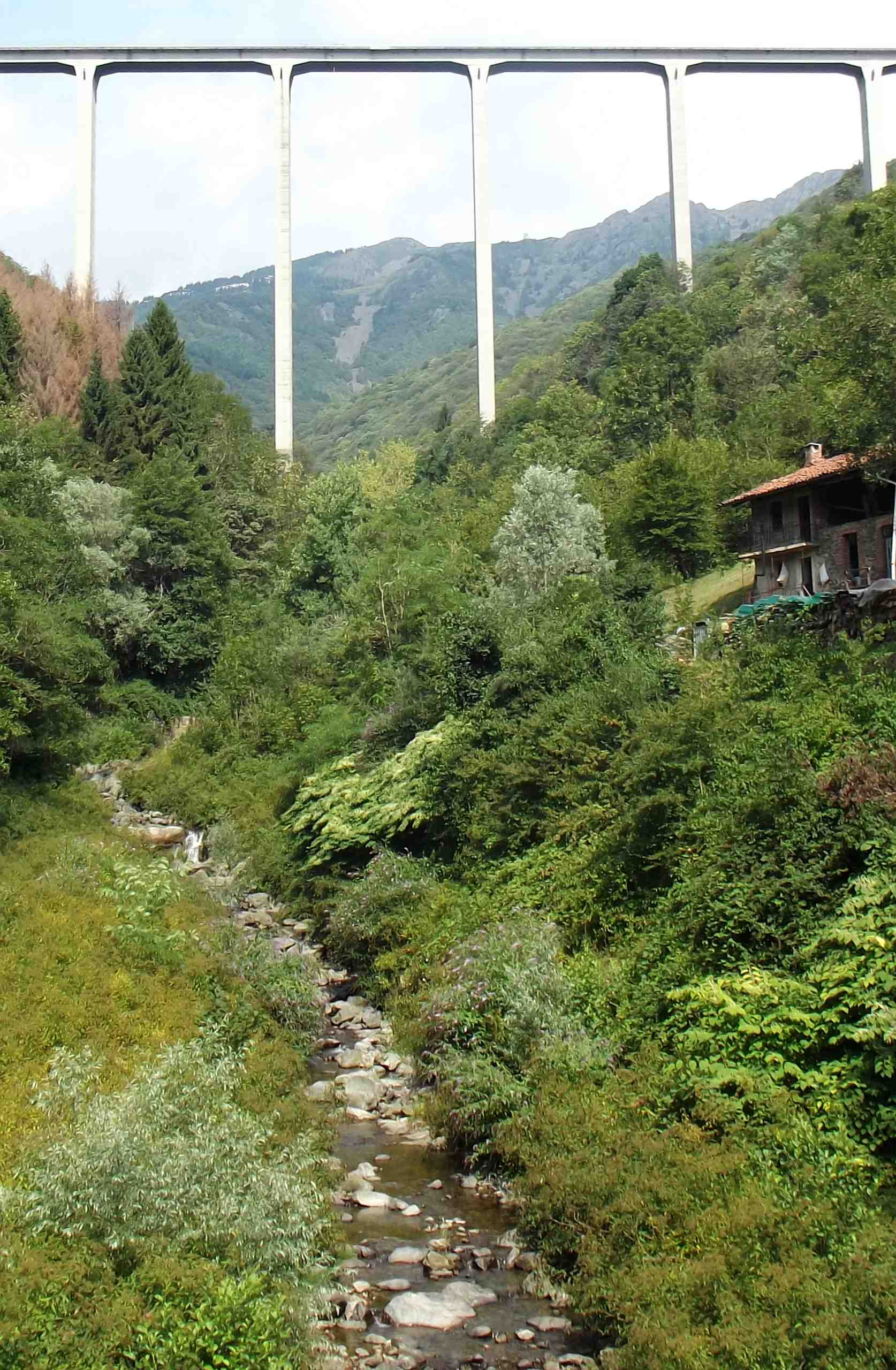
Il rio Poala

Anche grazie al traffico veicolare piuttosto limitato e all'ambiente circostante naturalisticamente intatto, sul ponte è stato impiantato il primo centro permanente italiano per la pratica del bungee jumping. Attivo a partire dagli anni novanta, ha consentito l'effettuazione di più di 50 000 salti. Il centro è aperto normalmente tutti i week-end da marzo a novembre.
A fianco del ponte, nel comune di Veglio, è inoltre attivo un parco avventura che propone traversate tra gli alberi di diversi livelli di difficoltà, ad altezze che possono arrivare fino a 20 metri.

## Nella letteratura e nei media
Il ponte appare in una scena invernale di Tutta colpa della musica, un film del regista, attore, produttore cinematografico italiano Ricky Tognazzi e vi sono state invece girate alcune scene di Tutta colpa di Freud, un film del regista Paolo Genovese con l'attrice Claudia Gerini.
È stato anche teatro delle riprese per il video promozionale della trasmissione Alive - Storie di sopravvissuti in onda su Rete4 e di spot pubblicitari come quello delle patatine Pizzoli One nel 2010 e del Tonno Mareblu nel 2020.
Le attività del bungee center sono state illustrate nel 2003 in Body Hits, un programma scientifico della BBC.
La scrittrice Silvia Avallone, nel suo romanzo Marina Bellezza, cita il ponte alcune volte; in uno di questi passaggi si esprime così:

«Erano due versi di Mandel'štam che gli passarono per la testa in quel momento, insieme a milioni di altri pensieri remoti e gratuiti, come dicono che accada alle persone prima di buttarsi dai 152 metri del ponte della Pistolesa.»